# Conseil supérieur de la magistrature (France)
Pour les autres articles nationaux ou selon les autres juridictions, voir Conseil supérieur de la magistrature.
Pour les articles homonymes, voir CSM.
Le Conseil supérieur de la magistrature (CSM) est un organe constitutionnel français ayant pour rôle de garantir l'indépendance des magistrats de l'ordre judiciaire par rapport au pouvoir exécutif. Il est plus particulièrement chargé de la nomination des magistrats et de leur discipline. Il intervient également à la demande du président de la République ou du ministre de la Justice pour rendre des avis sur le fonctionnement de la justice ou la déontologie des magistrats. Son fonctionnement est régi par les articles 64 et 65 de la Constitution. 
Dans l'ordre administratif, il a pour équivalents le Conseil supérieur des tribunaux administratifs et cours administratives d'appel et le Conseil supérieur des chambres régionales des comptes.
Le Conseil a son siège à l'hôtel Moreau, au 20, rue de la Chaussée-d'Antin dans le 9e arrondissement de Paris.

## Histoire

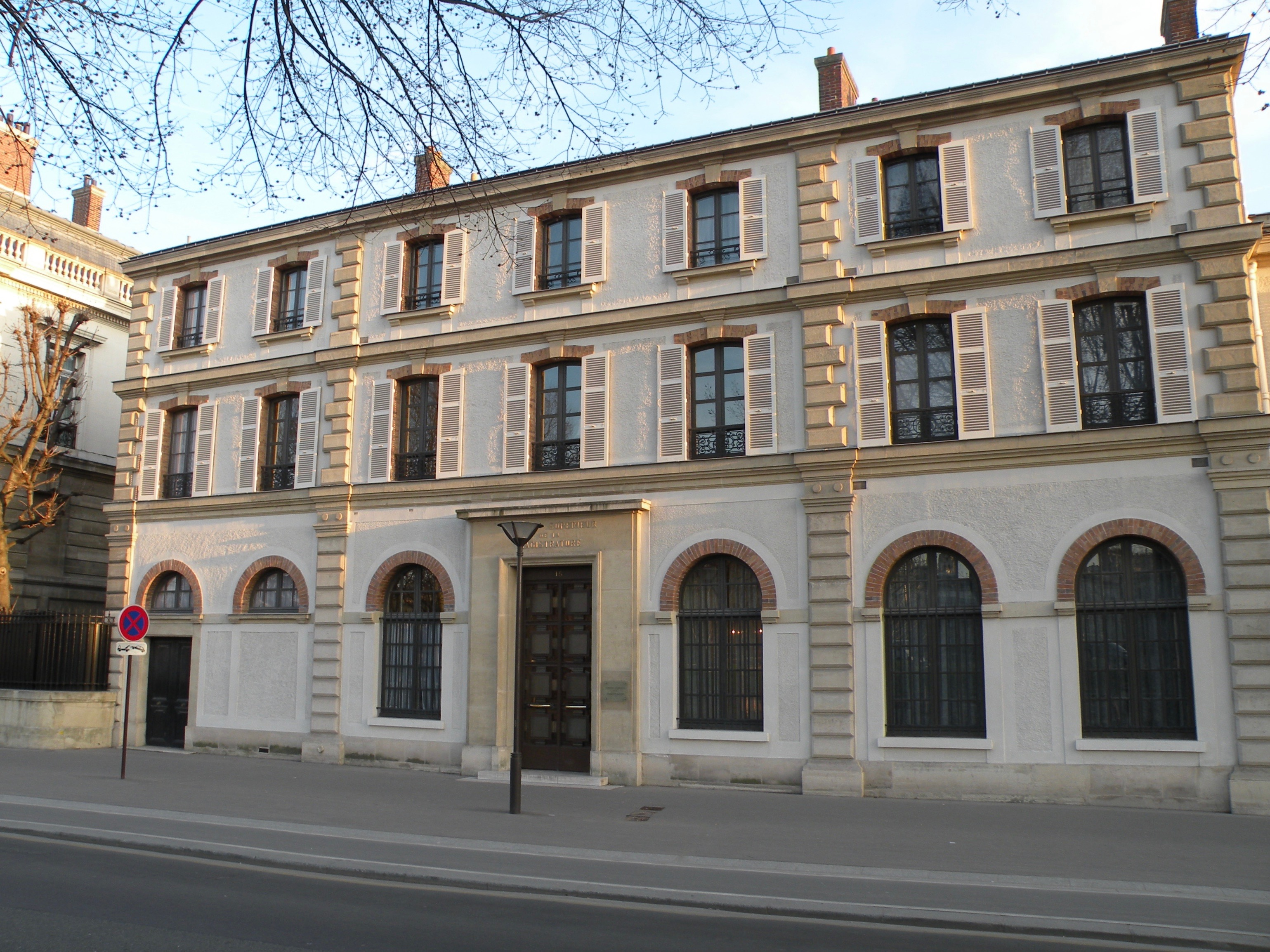
Siège du CSM au palais de l'Alma, quai Branly, Paris VIIe entre 1953 et 2011.

### Origines
Le terme de « Conseil supérieur de la magistrature » apparaît pour la première fois dans le vocabulaire judiciaire avec une loi du 30 août 1883 sur la réforme de l’organisation judiciaire : c'est ainsi qu'est désignée la Cour de cassation statuant toutes chambres réunies en matière de discipline des magistrats.
Il faut attendre la Quatrième République et les changements induits par la Libération pour voir naître, sous le même vocable, un organe constitutionnel autonome. Le Conseil supérieur de la magistrature est alors présidé par le président de la République, et le ministre de la Justice en est le vice-président. Il est composé de six membres élus par l'Assemblée nationale, quatre magistrats élus par leurs pairs et deux membres désignés au sein des professions judiciaires par le chef de l'État. Les pouvoirs du Conseil sont étendus : il propose au président de la République la nomination des magistrats du siège ; il assure l'indépendance et la discipline de ces magistrats et l’administration des tribunaux judiciaires.

### Le Conseil sous la Cinquième République
La Constitution du 4 octobre 1958 réforme en profondeur le Conseil supérieur de la magistrature. Sa composition est modifiée : autour du président de la République et du ministre de la justice qui restent président et vice-président, neuf membres sont désignés par le Président de la République, soit directement (deux personnalités qualifiées) soit sur proposition du bureau de la Cour de cassation (six magistrats) ou de l'assemblée générale du Conseil d'État (un conseiller d’État). Ses pouvoirs sont limités : il ne propose plus au Président de la République que la nomination de tous les magistrats du siège à la Cour de cassation et des premiers présidents de cour d'appel ; il donne un avis simple sur les projets de nomination des autres magistrats du siège ; confirmé comme conseil de discipline des magistrats, il statue sous la présidence du Premier président de la Cour de cassation.    
La loi constitutionnelle du 27 juillet 1993 et la loi organique du 5 février 1994 transforment à nouveau l'institution en créant deux formations, l'une compétente à l’égard des magistrats du siège, l'autre à l'égard des magistrats du parquet. Le Conseil demeure présidé par le président de la République, le ministre de la Justice en assurant toujours la vice-présidence. Les magistrats siégeant au Conseil sont désormais élus par leurs pairs. Le Conseil doit émettre un avis pour toutes les nominations des magistrats et se voit attribuer un pouvoir d'avis (qui n'est pas obligatoirement suivi) pour les nominations des magistrats du parquet, à l'exception de ceux dont les emplois sont à l'époque pourvus en Conseil des ministres (procureur général près la Cour de cassation et procureurs généraux près la cour d’appel).
La loi constitutionnelle du 23 juillet 2008 met fin à la présidence du Conseil par le président de la République, élargit sa composition, les magistrats devenant minoritaires, lui reconnaît une compétence consultative pour la nomination des procureurs généraux, et permet à un justiciable de le saisir directement à titre disciplinaire. 
Une loi organique de 2016 met fin à la nomination en Conseil des ministres des procureurs généraux.
Le Conseil était installé depuis 1953 au palais de l'Alma, au 15 quai Branly à Paris, dans une annexe de la présidence de la République, mais il arrivait que les séances soient organisées au palais de l'Élysée. Après la réforme de 2008, le siège du Conseil a été transféré au 20 avenue de Ségur, puis en juin 2013 à l’hôtel Moreau.

### Projets de réforme avortés

#### Projet de 1998-2000
Une réforme engagée en 1998 étendait aux magistrats du parquet les nominations conformes aux avis du Conseil supérieur de la magistrature. Le texte modifiait également la composition du Conseil en prévoyant 21 membres (11 personnalités extérieures et 10 magistrats).  Le projet a été adopté par l'Assemblée nationale et par le Sénat puis proposé au vote du Congrès le 24 janvier 2000. Quelques jours avant le vote, la réunion du Congrès a été annulée par le président Jacques Chirac.

#### Projet de 2013-2016
Un projet de loi constitutionnelle présenté en conseil des ministres en 2013 visait à redonner la majorité aux magistrats au sein du Conseil, les autres personnalités étant désignées par des autorités indépendantes du pouvoir politique. Le rôle du Conseil était renforcé en ce qui concerne les nominations et la discipline des magistrats du parquet. En 2016, le texte a été adopté par les deux chambres parlementaires en terme identiques, mais la convocation du Congrès n’a pas eu lieu,.

#### Projet de 2018-2019
Les projets de lois pour un renouveau de la vie démocratique du gouvernement Édouard Philippe, présentés en 2018 et remaniés en 2019, prévoyaient une nomination des magistrats du parquet sur avis conforme du Conseil supérieur de la magistrature qui devenait par ailleurs pleinement chargé de leur discipline. La réforme a été finalement abandonnée dans le contexte de la pandémie de Covid-19.

### Pistes d'évolution
S'inspirant des prérogatives dévolues aux Conseils supérieurs de justice dans plusieurs pays de l'Union européenne, certains syndicats des magistrats demandent de longue date une réforme d'ampleur conférant au Conseil supérieur de la magistrature l'intégralité du pouvoir de nomination et de discipline des magistrats du siège et du parquet. Dans une telle hypothèse, la direction des Services judiciaires serait rattachée au Conseil et non plus au ministère de la justice.
Dans le cadre des États généraux de la Justice organisés entre 2021 et 2022 par Emmanuel Macron à la demande de Chantal Arens et François Molins, respectivement Première présidente et Procureur général de la Cour de cassation, le groupe de travail pilotage des organisations propose une réforme qualifiée de "disruptive" confiant au Conseil supérieur de la magistrature l'intégralité de la gestion budgétaire et du pilotage des ressources humaines de la justice judiciaire. Outre le transfert de l'intégralité des prérogatives actuellement conférées au ministre de la justice en matière de nomination et de discipline, le Conseil supérieur de la magistrature serait dans cette hypothèse également chargé de la gestion budgétaire des cours et tribunaux. Dans son rapport définitif remis au Président de la République le 8 juillet 2022, le Comité des Etats généraux exclut cette proposition et suggère que soit menée à son terme la réforme envisagée en 2018. le Comité propose également de conférer au Conseil un rôle consultatif s'agissant du budget de la justice.

## Rôle
Selon la Constitution du 4 octobre 1958, « le président de la République est garant de l’indépendance de l’autorité judiciaire. Il est assisté par le Conseil supérieur de la magistrature ». Le Conseil est en particulier chargé de la nomination des magistrats et leur discipline.

### Nominations des magistrats
En France, en application de l’article 13 de la Constitution du 4 octobre 1958, c’est le Président de la République qui nomme aux emplois civils et militaires de l’Etat. Dans la plupart des cas, cette nomination se fait « sur proposition » d’une autre autorité qui lie le choix du Président de la République.  S’agissant des magistrats de l’ordre judiciaire, la nomination se fait par décret, la proposition étant faite soit par le Conseil supérieur de la magistrature, soit par le ministre de la justice : 
- Le Conseil supérieur de la magistrature propose directement au Président de la République la nomination des magistrats du siège de la Cour de cassation, des premiers présidents de cour d'appel et des présidents de tribunal judiciaire[C 2].

- Le ministre de la justice propose au Président de la République tous les autres postes, mais il doit auparavant recueillir l’avis du Conseil supérieur de la magistrature. S’il s’agit de magistrats du siège, l’avis du Conseil lie le ministre qui ne pourra pas proposer la nomination d’un magistrat qui aurait fait l’objet d’un avis non-conforme[C 2]. S’il s’agit de magistrats du parquet, le ministre peut passer outre un avis défavorable du Conseil[C 3].  En pratique, depuis 2010, les gouvernements successifs suivent tous les avis du CSM[17].

En matière de nomination, les magistrats sont minoritaires au sein du Conseil supérieur de la magistrature. Les deux formations compétentes pour la nomination des magistrats du siège et du parquet sont en effet composées de 8 membres non-magistrats et de 7 membres magistrats,.
| Le Président de la République nomme les magistrats par décret                                                                 | Le Président de la République nomme les magistrats par décret     | Le Président de la République nomme les magistrats par décret     |
| Le Conseil supérieur de la magistrature propose au Président de la République :                                               | Le ministre de la justice propose au Président de la République : | Le ministre de la justice propose au Président de la République : |
| --- | ----------------------------------------------------------------- | ----------------------------------------------------------------- |
| Les magistrats du siège de la Cour de cassation Les premiers présidents de cour d'appel Les présidents de tribunal judiciaire | Tous les autres magistrats du siège                               | Les magistrats du parquet                                         |
| Les magistrats du siège de la Cour de cassation Les premiers présidents de cour d'appel Les présidents de tribunal judiciaire | Le ministre doit respecter l'avis du CSM                          | Le ministre peut passer outre l'avis du CSM                       |

### Discipline des magistrats
En matière disciplinaire, le Conseil supérieur de la magistrature peut être saisi par :
- le ministre de la Justice[LO 1] ;
- les premiers présidents de cour d’appel ou les présidents de tribunal supérieur d’appel pour les magistrats du siège[LO 2], les procureurs généraux près les cours d’appel ou les procureurs de la République près les tribunaux supérieurs d’appel pour les magistrats du parquet[LO 3] ;
- tout justiciable qui estime qu’à l’occasion d’une procédure judiciaire le concernant le comportement adopté par un magistrat dans l’exercice de ses fonctions est susceptible de recevoir une qualification disciplinaire[LO 4].

En matière disciplinaire, les magistrats et non-magistrats siègent en nombre égal au sein du Conseil supérieur de la magistrature. Les deux formations compétentes pour la discipline des magistrats du siège et du parquet sont en effet composées de 8 membres non-magistrats et de 8 membres magistrats,. Les audiences disciplinaires ont lieu à la Cour de cassation. 
S'agissant des magistrats du siège, le Conseil prononce directement les sanctions disciplinaires. Il est alors considéré comme une juridiction administrative statuant en premier et dernier ressort dont les décisions sont soumises au contrôle de cassation du Conseil d'État. 
S'agissant des magistrats du parquet, le Conseil se contente de rendre un avis, la sanction disciplinaire étant prise par le ministre de la Justice (le CSM n'est donc pas une juridiction de sanction). La décision du ministre peut être attaquée devant le Conseil d’État qui statue alors en premier et dernier ressort comme juge de l'excès de pouvoir. Si le ministre déclare qu'il suivra l'avis du CSM en renonçant à exercer son pouvoir propre de décision, sa décision peut être annulée pour incompétence négative. 
Les sanctions (pour les magistrats du siège) et avis de sanctions (pour les magistrats du parquet) sont pris à la majorité des voix. En cas de partage égal des voix sur le choix de la sanction, la voix du président de la formation est prépondérante,.  
Les sanctions disciplinaires applicables aux magistrats sont :
- le blâme avec inscription au dossier ;
- le déplacement d’office ;
- le retrait de certaines fonctions ;
- l’interdiction d’être nommé ou désigné dans des fonctions de juge unique pendant une durée maximum de cinq ans ;
- l’abaissement d’échelon ;
- l’exclusion temporaire de fonctions pour une durée maximum d’un an, avec privation totale ou partielle du traitement ;
- la rétrogradation ;
- la mise à la retraite d’office ou l’admission à cesser ses fonctions lorsque le magistrat n’a pas le droit à une pension de retraite ;
- la révocation.

### Demandes d'avis et garantie de l'indépendance de l'autorité judiciaire
Au titre de l'indépendance de l'autorité judiciaire, le Conseil supérieur de la magistrature se réunit en formation plénière pour répondre aux demandes d’avis formulées par le président de la République. Il se prononce sur les questions relatives à la déontologie des magistrats ainsi que sur toute question relative au fonctionnement de la justice dont le saisit le ministre de la Justice.
Le collège de déontologie des magistrats de l’ordre judiciaire est chargé de rendre des avis sur toute question déontologique concernant personnellement un magistrat, sur saisine de celui-ci ou de l’un de ses chefs hiérarchiques ; et d’examiner les déclarations d’intérêts des magistrats.
Plusieurs auteurs[Qui ?] critiquent le rôle donné par la Constitution au président de la République, qui irait à l'encontre du principe de séparation des pouvoirs. Cependant, d'autres auteurs soulignent qu'elles n'induisent pas une tutelle du président de la République sur la justice et qu'elles ne font que reprendre le principe énoncé à l'article 5 de la Constitution, selon lequel « le président de la République veille au respect de la Constitution ». C'est donc en tant que chef de l'État que le président reçoit cette tâche de garantir l'indépendance de l'autorité judiciaire, ainsi que le rappelle Bernard Stirn.

## Composition
La formation du Conseil compétente à l'égard des magistrats du siège est présidée par le premier président de la Cour de cassation. Elle comprend sept magistrats et les huit personnalités extérieures.
La formation du Conseil compétente à l'égard des magistrats du parquet est présidée par le procureur général près la Cour de cassation. Elle comprend sept magistrats et les huit personnalités extérieures.
À l'exception des deux présidents qui occupent leurs fonctions tant qu'ils sont en poste à la Cour de cassation, les membres du Conseil sont désignés pour un mandat de quatre ans non renouvelable immédiatement.
Les magistrats, hors chefs de juridiction, sont élus sur des listes syndicales (Union syndicale des magistrats, Syndicat de la magistrature et Unité Magistrats) au suffrage indirect, dans lequel les grands électeurs se déplacent à la grand chambre de la Cour de cassation,.
Les huit personnalités extérieures (les « laïcs ») comprennent un conseiller d'État désigné par le Conseil d'État, un avocat ainsi que  six personnalités qualifiées qui n'appartiennent ni au Parlement, ni à l'ordre judiciaire, ni à l'ordre administratif. Le président de la République, le président de l’Assemblée nationale et le président du Sénat désignent chacun deux personnalités qualifiées. Les nominations doivent être approuvées par des commissions parlementaires et respecter la parité.
|                                                          | Président                                      | membres magistrats | membres extérieurs |
| Formation compétente à l'égard des magistrats du siège   | Le Premier président de la Cour de cassation   | - un magistrat du siège hors hiérarchie de la Cour de cassation - Un premier président de cour d'appel - Un président de tribunal judiciaire - Deux magistrats du siège - Un magistrat du parquet                              | - Deux personnalités qualifiées désignées par le Président de la République - Deux personnalités qualifiées désignées par le président de l'Assemblée Nationale - Deux personnalités qualifiées désignées par le président du Sénat - Un conseiller d'État - Un avocat |
| Formation compétente à l'égard des magistrats du parquet | Le procureur général près la Cour de cassation | - Un magistrat du parquet hors hiérarchie à la Cour de cassation - Un procureur général près une cour d'appel - Un procureur de la République près un tribunal judiciaire - Deux magistrats du parquet - Un magistrat du siège | - Deux personnalités qualifiées désignées par le Président de la République - Deux personnalités qualifiées désignées par le président de l'Assemblée Nationale - Deux personnalités qualifiées désignées par le président du Sénat - Un conseiller d'État - Un avocat |

La formation plénière du Conseil qui répond aux demandes d'avis formulées par le président de la République ou le ministre de la justice comprend sept magistrats et les huit personnalités extérieures. Elle est présidée par le premier président de la Cour de cassation, que peut suppléer le procureur général près cette cour.
|                              | président                                    | membres magistrats | membres extérieurs          |
| Première moitié de mandature | Le Premier président de la Cour de cassation | - Le premier président de cour d'appel - Le procureur de la République près un tribunal judiciaire - les deux magistrats du siège de la formation « siège » - les deux magistrats du parquet de la formation « parquet » | Les huit membres extérieurs |
| seconde moitié de mandature  | Le Premier président de la Cour de cassation | - Le procureur général près une cour d'appel - Le président de tribunal judiciaire - les deux magistrats du siège de la formation « siège » - les deux magistrats du parquet de la formation « parquet »                 | Les huit membres extérieurs |

Les membres du Conseil supérieur de la magistrature adressent une déclaration d’intérêts et de patrimoine à la Haute Autorité pour la transparence de la vie publique.
Sauf en matière disciplinaire, le ministre de la Justice peut participer aux séances des formations du Conseil supérieur de la magistrature.
Le mandat des membres actuels du Conseil a débuté le 8 février 2023 pour une durée de quatre ans.
|                                                          | Président                                           | membres magistrats | membres extérieurs |
| Formation compétente à l'égard des magistrats du siège   | - Christophe Soulard                                | - Pascal Chauvin (président de chambre à la Cour de cassation) - Catherine Farinelli (première présidente de la cour d'appel d'Amiens) - Julien Simon-Delcros (président du tribunal judiciaire d'Orléans) - Jean-Baptiste Haquet (président de chambre à la cour d'appel de Nancy) - Clara Grande (vice-présidente chargée de l’instruction au tribunal judiciaire de Marseille) - Alexis Bouroz (premier avocat général près la cour d'appel de Paris)                                             | - Élisabeth Guigou (ancienne Garde des Sceaux, ministre de la Justice) - Patrick Titiun (ancien chef du cabinet de la présidente de la Cour européenne des droits de l'homme) - Diane Roman (professeure à l’Ecole de droit de la Sorbonne - Université Panthéon-Sorbonne) - Loïc Cadiet (professeur à l'École de droit de la Sorbonne - Université Panthéon-Sorbonne) - Dominique Lottin (ancienne membre du Conseil constitutionnel) - Patrick Wachsmann (professeur émérite de droit public à l'université de Strasbourg) - Jean-Luc Forget (avocat au barreau de Toulouse, ancien président de la conférence des bâtonniers, ancien vice-président du Conseil national des barreaux) - Christian Vigouroux (président de section honoraire du Conseil d'État) |
| Formation compétente à l'égard des magistrats du parquet | - François Molins (jusqu'en juin 2023) - Rémy Heitz | - Madeleine Mathieu (avocate générale près la Cour de cassation) - Pierre-Yves Couilleau (procureur général près la cour d'appel de Bordeaux) - Rémi Coutin (procureur de la République près le tribunal judiciaire d'Evreux) - Véronique Surel (vice-procureure de la République près le tribunal judiciaire de Nantes) - Laurent Fekkar (procureur de la République adjoint près le tribunal judiciaire de Montpellier) - Céline Parisot (vice-présidente près le tribunal judiciaire de Grenoble) | - Élisabeth Guigou (ancienne Garde des Sceaux, ministre de la Justice) - Patrick Titiun (ancien chef du cabinet de la présidente de la Cour européenne des droits de l'homme) - Diane Roman (professeure à l’Ecole de droit de la Sorbonne - Université Panthéon-Sorbonne) - Loïc Cadiet (professeur à l'École de droit de la Sorbonne - Université Panthéon-Sorbonne) - Dominique Lottin (ancienne membre du Conseil constitutionnel) - Patrick Wachsmann (professeur émérite de droit public à l'université de Strasbourg) - Jean-Luc Forget (avocat au barreau de Toulouse, ancien président de la conférence des bâtonniers, ancien vice-président du Conseil national des barreaux) - Christian Vigouroux (président de section honoraire du Conseil d'État) |

## Résultats des élections
| Syndicat                             | 2002  | 2006  | 2010  | 2014  | 2018  | 2022  |
| ------------------------------------ | ----- | ----- | ----- | ----- | ----- | ----- |
| Union syndicale des magistrats (USM) | 67.0% | 64.3% | 62.2% | 72.5% | 70.0% | 66.7% |
| Syndicat de la magistrature (SM)     | 29.5% | 27.2% | 31.8% | 27.5% | 30.0% | 33.3% |
| Unité Magistrats                     | 3.3%  | 8.5%  | 5.8%  | 0.0%  | 0.0%  | 0.0%  |
| Divers                               | 0.2%  | 0.0%  | 0.1%  | 0.0%  | 0.0%  | 0.0%  |

## Administration

### Budget
Le budget du Conseil représente le programme 335 de la mission « Justice ». En 2021, les crédits ouverts ont été de 13 825 182 euros. Les dépenses de structure représentent une part majeure dans les dépenses de fonctionnement. Elles correspondent, à titre principal, au financement du loyer et aux prestations d'entretien de l’hôtel Moreau.

### Secrétaires généraux
Anciennement dénommé « secrétaire administratif » jusqu'à la loi organique du 22 juillet 2010 relative à l'application de l'article 65 de la Constitution, le secrétaire général du Conseil supérieur de la magistrature assure le fonctionnement administratif et matériel du Conseil et dirige les personnels qui y sont affectés. Il est nommé par le Président de la République sur proposition conjointe du Premier président de la Cour de cassation et du Procureur général près ladite cour. Choisi parmi les magistrats justifiant de sept années de service effectif, il est nommé pour la durée du mandat des membres du Conseil et peut-être renouvelé une fois dans ses fonctions. 
Le secrétaire général veille au bon fonctionnement du Conseil. Il reçoit, à cette fin, délégation de signature du Premier président de la Cour de cassation, ordonnateur secondaire des dépenses. Il contribue, sous l'autorité des présidents, à l'organisation des travaux du Conseil, auxquels il apporte son concours. Il prépare les séances de travail (ordre du jour, recueil des informations, suivi opérationnel des procédures de nomination et des procédures disciplinaires), participe aux réflexions internes du Conseil, met en œuvre et assure le suivi des décisions. Travaillant à temps plein au sein de l'institution, il est l'interlocuteur des juridictions, des magistrats, des autres institutions et des tiers.  
Simone Veil a occupé cette fonction de 1970 à 1974. 

#### Liste des secrétaires administratifs puis généraux (à partir de 2011)
- 1947-1958 : Marc Granie
- 1958-1959 : Yves Michel[32]
- 1959-1965 : Pierre Chabrand[33]

- 1965-1969 : Jacques Patin[34]
- 1970-1974 : Simone Veil[31]
- 1974-1975 : Paul Fouret[35]
- 1975-1977 : Hubert Haenel[36]

- 1977-1978 : Jean-François Burgelin[37]
- 1978 : Jean-Pierre Gilbert[38]
- 1979-1981 : Nicole Pradain[39]
- 1981 : Vincent Lamanda[40]
- 1981-1992 : Danièle Burguburu[41]

- 1992-1994 : Paule Dayan[42]
- 1994-1995 : Thierry Ricard[43]
- 1995-1996 : Frédérique Bozzi[44]
- 1996-1998 : Philippe Jean-Draeher[33]
- 1998-2006 : Marthe Coront-Ducluzeau[45],[46]
- 2006-2010 : Catherine Pautrat[47]
- 2011-2015 : Peimane Ghaleh-Marzban[48]
- 2015-2019 : Daniel Barlow[49]
- 2019-2023 : Sophie Rey[50]
- depuis 2023 : Xavier Serrier[51]

## Activités du Conseil

### Nominations
Les tableaux ci-dessous donnent le nombre de nominations de magistrats lors de l’année 2022 (chiffres arrêtés au 1er novembre).
| Postes                                           | Propositions |
| ------------------------------------------------ | ------------ |
| Premier Président de la Cour de Cassation        | 1            |
| Présidents de chambre à la Cour de cassation     | 3            |
| Conseillers à la Cour de cassation               | 19           |
| Conseillers référendaires à la Cour de cassation | 8            |
| Auditeurs à la Cour de cassation                 | 2            |
| Premiers présidents de cour d’appel              | 9            |
| Présidents de tribunal judiciaire                | 31           |

| Postes  | Saisines pour avis |
| ------- | ------------------ |
| Siège   | 1532               |
| Parquet | 630                |

Sur les 1532 saisines pour les magistrats de sièges, le Conseil a émis 6 avis non conformes ; sur les 630 saisines pour les magistrats du parquet, le Conseil a émis 2 avis défavorables, lesquels ont été suivis par le garde des Sceaux.

### Discipline
Au 1er novembre 2022, le Conseil a été saisi par 280 plaintes de justiciables. Sur ces 280 plaintes, 6 ont été déclarées recevables dont 3 rejetées ensuite comme infondées. Le Conseil indique à ce propos que « de nombreux justiciables formulent des demandes mal orientées, dont le traitement ne relève pas des pouvoirs du Conseil (demande de conseils juridiques, d'allocation de dommages-intérêts, d'intervention dans des procédures en cours, de poursuites pénales, etc.) ou visent des personnes à l'égard desquelles le Conseil n'est pas matériellement compétent (avocat, huissier de justice, expert judiciaire, notaire, éducateur, conseiller pénitentiaire d'insertion et de probation, conseiller prud'homme, juge administratif, juge consulaire, greffier, délégué du procureur, policier ou gendarme, etc.) ».
Au 1er novembre 2022, le Conseil a été saisi au fond de 10 procédures disciplinaires. L’activité disciplinaire du Conseil a donné lieu à neuf décisions pour le siège et trois avis pour le parquet.

### Constitution de 1958 et lois organiques
La première source de l’article est la Constitution de 1958 dans sa version actuelle. Il est possible également de se reporter à l’article Wikipédia Constitution française du 4 octobre 1958, aux articles sur chaque article de la Constitution et aux références associées.
1. ↑  Article 64 de la Constitution, alinéas 1 et 2.
2. 1 2  Article 65 de la Constitution, alinéa 4.
3. ↑  Article 65 de la Constitution, alinéa 5.
4. 1 2 3  Article 65 de la Constitution, alinéa 2.
5. 1 2  Article 65 de la Constitution, alinéa 3.
6. 1 2  Article 65 de la Constitution, alinéa 6.
7. 1 2  Article 65 de la Constitution, alinéa 7.
8. 1 2  Article 65 de la Constitution, alinéa 8.
9. ↑  Article 65 de la Constitution, alinéa 9.

Loi organique no 94-100 du 5 février 1994 modifiée sur le Conseil supérieur de la magistrature et ordonnance no 58-1270 du 22 décembre 1958 modifiée portant loi organique relative au statut de la magistrature.
1. ↑  Ordonnance no 58-1270, articles 50-1 et 63.
2. ↑  Ordonnance no 58-1270, article 50-2
3. ↑  Ordonnance no 58-1270, article 63
4. ↑  Ordonnance no 58-1270, articles 50-3 et 63.
5. ↑  Ordonnance no 58-1270, article 57-1.
6. ↑  Ordonnance no 58-1270, article 65-1.
7. ↑  Ordonnance no 58-1270, article 45.
8. ↑  Ordonnance no 58-1270, article 10-2 en vigueur au 12 août 2016, consulté le 18 août 2016.
9. ↑  Loi organique no 94-100, article 6.
10. 1 2  Loi organique no 94-100, article 4-1
11. ↑  Loi organique no 94-100, articles 10-1-1 et 10-1-2.

### Autres références
1. ↑  « Loi du 30 août 1883 SUR LA REFORME DE L'ORGANISATION JUDICIAIRE »
2. ↑  « Constitution de 1946, IVe République »
3. ↑  « Constitution du 4 octobre 1958 (version initiale de 1958) »
4. ↑  « Réforme », sur www.conseil-superieur-magistrature.fr.
5. ↑  Loi organique no 2016-1090 du 8 août 2016 relative aux garanties statutaires, aux obligations déontologiques et au recrutement des magistrats ainsi qu’au Conseil supérieur de la magistrature
6. 1 2  Mathieu Delahousse, « Dans les coulisses du Conseil supérieur de la magistrature », Le Figaro,‎ 17 mai 2008 (lire en ligne)
7. ↑  Edmond Hervé, Projet de loi de finances pour 2014 : Mission Justice (lire en ligne).
8. ↑  « Projet de loi constitutionnelle portant réforme du Conseil supérieur de la magistrature », sur legifrance.gouv.fr.
9. ↑  Louis Hausalter, « Réforme du CSM et indépendance du parquet : la droite en pleine contradiction », Marianne,‎ 26 avril 2016 (lire en ligne)
10. ↑  « PROJET  DE  LOI CONSTITUTIONNELLE pour une démocratie plus représentative, responsable et efficace »
11. ↑  Franck Johannès, « La difficile réforme du Conseil supérieur de la magistrature, en sommeil depuis un an », Le Monde,‎ 25 juin 2014 (lire en ligne).
12. ↑  « Etats généraux de la justice - Rapport du groupe de travail sur le pilotage des organisations, proposition 3.2 »
13. ↑  « Rendre la justice aux citoyens - Rapport du Comité des Etats généraux, proposition 2.1.2 », avril 2022
14. ↑  Christian Thérésine, La nomination des agents publics en droit français (thèse de doctorat), 1981, p. 216
15. ↑  CE, Section, du 9 juin 1978, 02402, Minjoz
16. ↑  « Ordonnance n° 58-1136 du 28 novembre 1958 portant loi organique concernant les nominations aux emplois civils et militaires de l'Etat »
17. 1 2  Franck Johannès, « Au CSM, des nominations en gage d’indépendance », Le Monde,‎ 5 janvier 2014 (lire en ligne)
18. ↑  Décisions du Conseil supérieur de la magistrature réuni comme conseil de discipline des magistrats du siège « Le Conseil supérieur de la magistrature, réuni à la Cour de cassation comme Conseil de discipline des magistrats du siège ».
19. ↑  CE Ass., 12 juillet 1969, N° 72480, L'Etang.
20. ↑  Article R311-1 du Code de justice administrative.
21. ↑  CE, 20 juin 2003, N°248242, Stilinovic.
22. ↑  B. Stirn, Les sources constitutionnelles du droit administratif, coll. Systèmes - Droit, éd. LGDJ, 2006 .
23. ↑  Jean-Baptiste Jacquin, « Des élections professionnelles à 300 000 euros chez les magistrats », Le Monde,‎ 10 juin 2016 (lire en ligne)
24. ↑  « Liste des membres du Conseil supérieur de la magistrature (art. 65 de la Constitution) (loi organique n° 94-100 du 5 février 1994 modifiée) », sur Legifrance, 8 février 2023
25. ↑  « Décret du 1er juillet 2023 portant nomination (magistrature) »
26. 1 2 3 4 5  « Résultats des élections au Conseil supérieur de la magistrature 2018 », sur /www.union-syndicale-magistrats.org
27. ↑  Abel Mestre, « Elections au Conseil supérieur de la magistrature : le Syndicat de la magistrature se renforce », Le Monde,‎ 2 décembre 2022 (lire en ligne )
28. 1 2 3 4  « Conseil supérieur de la magistrature, rapport annuel d'activité 2022 »
29. ↑  « Décret n°94-199 du 9 mars 1994 relatif au Conseil supérieur de la magistrature » , sur legifrance.gouv.fr, 10 mars 1994 (consulté le 18 février 2022)
30. 1 2  « Conseil supérieur de la magistrature, Rapport d’activité 2021 », sur www.conseil-superieur-magistrature.fr (consulté le 30 juin 2022)
31. 1 2  « Annuaire rétrospectif de la magistrature XIXe – XXe siècles »
32. ↑  « Annuaire rétrospectif de la magistrature XIXe – XXe siècles »
33. 1 2  Jean-Pierre Machelon et Bertrand Mathieu, « Etude - La nomination des membres du Conseil supérieur de la magistrature sous la IVe et Ve République -1947-1994) in Rapport d'activité du CSM 2011 »
34. ↑  « Annuaire rétrospectif de la magistrature XIXe – XXe siècles »
35. ↑  « M. PAUL FOURET EST NOMMÉ SECRÉTAIRE DU CONSEIL SUPÉRIEUR DE LA MAGISTRATURE », Le Monde,‎ 18 juin 1974 (lire en ligne).
36. ↑  « M. HUBERT HAENEL EST NOMMÉ SECRÉTAIRE DU CONSEIL SUPÉRIEUR DE LA MAGISTRATURE », Le Monde,‎ 27 octobre 1975 (lire en ligne).
37. ↑  « Annuaire rétrospectif de la magistrature XIXe – XXe siècles »
38. ↑  « Annuaire rétrospectif de la magistrature XIXe – XXe siècles »
39. ↑  « Annuaire rétrospectif de la magistrature XIXe – XXe siècles »
40. ↑  « LAMANDA,Vincent », sur academiedeversailles.com (consulté le 8 septembre 2020).
41. ↑  « Nommée au Conseil d'Etat Mme Burguburu quitte le secrétariat du Conseil supérieur de la magistrature », Le Monde,‎ 18 décembre 1992 (lire en ligne).
42. ↑  « Annuaire rétrospectif de la magistrature XIXe – XXe siècles »
43. ↑  « Décret du 13 mai 1994 portant nomination d'un magistrat »
44. ↑  « Décret du 22 juin 1995 portant nomination (Conseil supérieur de la magistrature) »
45. ↑  « Décrets du 19 août 1998 portant nomination de magistrats »
46. ↑  « Décret du 25 novembre 2002 portant détachement (magistrature) »
47. ↑  « Catherine Pautrat », sur Conseil supérieur de la magistrature
48. ↑  « Décret du 25 janvier 2011 portant nomination (magistrature) »
49. ↑  « Décret du 4 février 2015 portant nomination du secrétaire général du Conseil supérieur de la magistrature »
50. ↑  « Décret du 7 septembre 2019 portant nomination de la secrétaire générale du Conseil supérieur de la magistrature (magistrature) » , sur legifrance.gouv.fr, 8 septembre 2019 (consulté le 18 février 2022)
51. ↑  « Décret du 9 mars 2023 portant nomination d'un secrétaire général du Conseil supérieur de la magistrature »